# La Coronilla
La Coronilla – miasto w Urugwaju, w departamencie Rocha.